# Iglesia vieja de Tingelstad

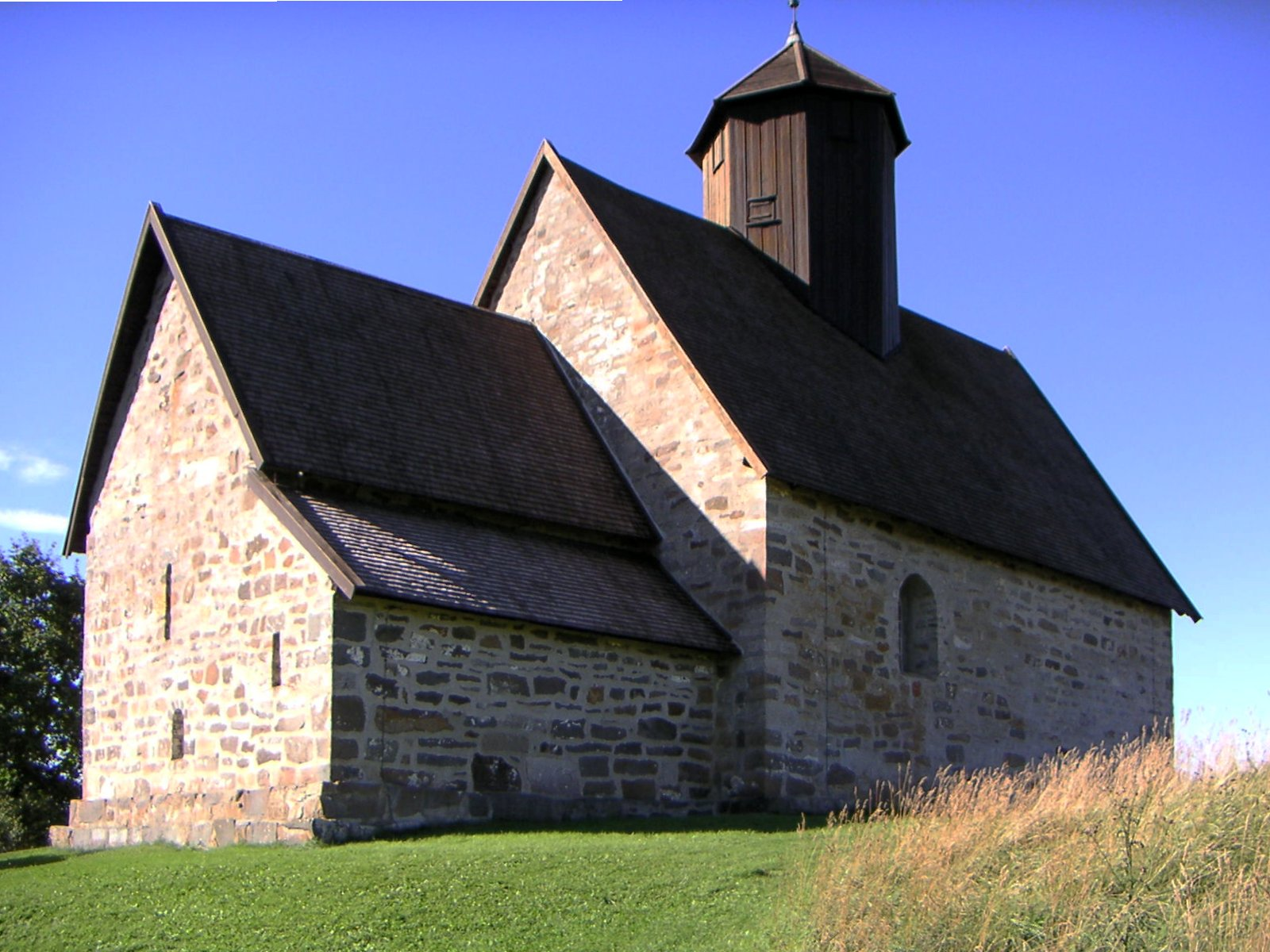
La iglesia vieja de Tingelstad.

La iglesia vieja de Tingelstad o iglesia de San Pedro es un templo románico del municipio de Gran, en Noruega. Su construcción se remonta al siglo XIII. En la actualidad se prefiere el calificativo de vieja para distinguirla de la nueva iglesia de Tingelstad, del siglo XIX.
Fue construida con piedra de las inmediaciones, y el techo es de madera. Aún se conservan las vigas medievales en el techo de la nave; la datación dendrocronológica de la madera ha establecido que ésta fue cortada entre 1219 y 1220. Su planta consiste de una sola nave y coro sin ábside. No hay torres de piedra, sólo un pequeño campanario de madera sobre el techo de la nave. 
Probablemente haya sido construida como una iglesia privada dentro de una granja local, pero posteriormente fue utilizada como templo de la congregación, junto con una stavkirke, hoy desaparecida. La nueva iglesia de Tingelstad, de mayor tamaño que las otras dos, comenzó a operar en 1866, y la vieja iglesia románica (con capacidad para unas 100 personas) fue cerrada al culto. 
Hay una crucifijo de madera del siglo XIII en el arco del triunfo, y un altar de piedra en el coro, también medieval. El resto del inventario son intervenciones de los siglos XVI y XVII. El púlpito, de estilo renacentista, es de finales del siglo XVI y es uno de los más antiguos de Noruega. El retablo es una obra pictórica de 1699. En el muro norte de la nave hay un gran escudo del reino de Dinamarca y Noruega, datado de 1632. 
Sobre el altar se hallaba antiguamente un frontal del siglo XIII, que actualmente forma parte de la colección de antigüedades de la Universidad de Oslo. El frontal muestra una Madonna con el niño, así como escenas de la vida de Jesús.
Sobre el campanario hay una veleta de metal, copia fiel de una original del siglo XII. Esta última fue trasladada al Museo Histórico de Oslo en 1985, donde es exhibida en la sala medieval. En la veleta se representa a David liberando un cordero de la boca de un león, mientras en el remate destaca un dragón. Se cree que la veleta, antes de ser modificada, era una pieza de la proa de un barco de guerra.